# Mont Massime
Le mont Massime (en russe : Масим ; en bachkir : Мәсемтау, Massiemtaou) est un sommet de l'Oural méridional. Il s'élève à 1 040 m d'altitude, en Bachkirie.

## Géographie

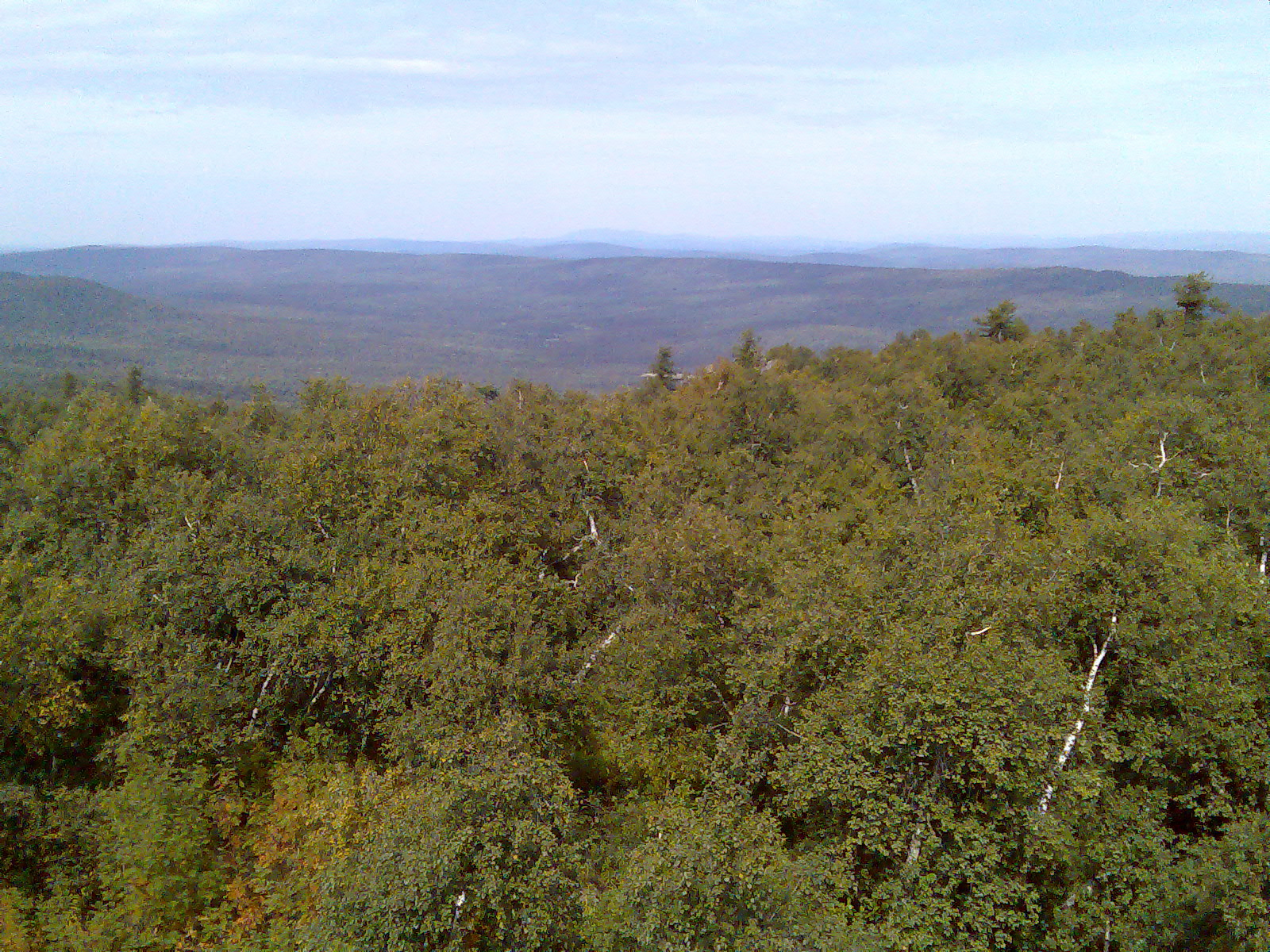
Vue vers l'Altyn-Solok à partir du nord du mont Massime.

Le sommet se dresse dans la réserve naturelle de Bachkirie et l'Altyn-Solok à seize kilomètres de la grotte de Choulgan-Tach et appartient au territoire administratif du raïon de Bourzian, sur la rive droite de la Belaïa à l'ouest des monts Bazal.

## Tourisme

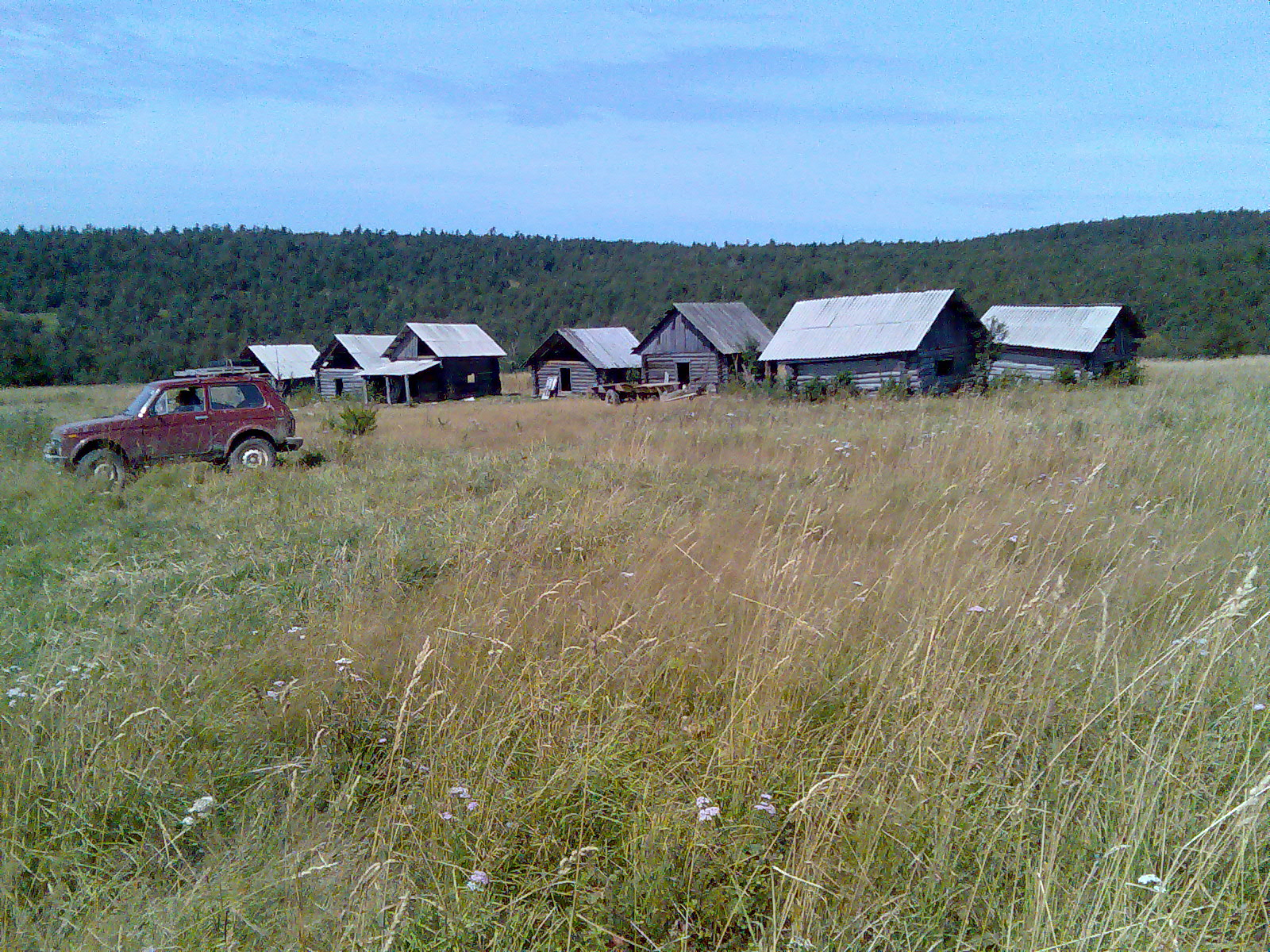
Châlets d'alpage du Massime.

Le mont Massime est une destination prisée des randonneurs. Le programme 2008-1011 de la république de Bachkirie a prévu de soutenir l'industrie du tourisme dans le raïon de Bourzian, soulignant à ce propos que le mont Massime revêt une signification particulière pour le tourisme de Bachkirie, le développement des randonnées pédestres et équestres et la chasse dans cette région.

## Culture populaire
D'autre part le mont est l'objet de légendes bachkires. L'un de ses pics se nomme « la pierre de la jeune fille » à cause de sa couleur rose. Il s'y déroulait autrefois des rituels païens. Le Massime, qui est à la limite de la réserve naturelle de Bachkirie et de l'Altyn-Solok, fait partie de la liste indicative du patrimoine mondial de l'Unesco dans le cadre de l'« Oural de Bachkirie », grâce notamment à l'importance qu'il détient dans le folklore bachkir.

## Source
- (ru) Cet article est partiellement ou en totalité issu de l’article de Wikipédia en russe intitulé « Масим » (voir la liste des auteurs).

1. 1 2  Visualisation sur la carte topographique locale.
2. ↑  « Bashkir Ural - UNESCO World Heritage Centre », sur whc.unesco.org (consulté le 27 février 2018).